# Philippe Bodier
Philippe Bodier (né le 4 mars 1949 à Vernou-sur-Brenne,) est un coureur cycliste français, actif des années 1960 à 1980.

## Biographie
Philippe Bodier est originaire de Vernou-sur-Brenne, une commune située en Indre-et-Loire. Issu d'une famille de viticulteurs, il commence le cyclisme en 1964 au Vélo Club de Tours. Il prend ensuite une licence au Vélo Club de Monnaie en 1971, où il reste jusqu'à la fin de sa carrière en 1981.
Resté amateur, il remporte plus de cent courses durant sa carrière. Il s'est distingué sous les couleurs de l'équipe de France en terminant deuxième du Tour du Limousin en 1970, onzième de la Course de la Paix en 1973 ou encore deuxième de la Route de France en 1976. Il a également brillé sur le Tour de l'Avenir en terminant cinquième du classement général en 1973 et septième en 1977. Lors de cette dernière édition, il s'empare du maillot jaune mais le perd à trois jours de l'arrivée, en raison d'une chute. 
Après sa carrière cycliste, Philippe Bodier devient conseiller technique départemental d'Indre-et-Loire en 1981, puis de l'Orléanais en 1995. Il est également responsable de l'équipe de France juniors sur piste à partir de 1997. En 2010, il est promu conseiller technique à la fédération française de cyclisme.

## Palmarès
| - 1968 - 3e des Deux Jours cyclistes de Machecoul - 1970 - 2e du Tour du Limousin - 1972 - 3e de Paris-Saint-Pourçain - 1973 - Circuit de Beauce et Perche - 1976 - Tour d'Alsace-Lorraine - 2e de la Route de France - 2e du championnat de France du contre-la-montre par équipes - 3e du championnat de France sur route amateurs - 1977 - 2e du Tour de Yougoslavie | - 1978 - Tour de Nouvelle-Calédonie - 1979 - Tour du Roussillon - 3e du Tour de Liège - 3e de Paris-Auxerre - 1980 - Paris-Dreux - 2e du Circuit de la vallée de la Creuse - 3e du championnat de France du contre-la-montre par équipes - 1981 - 2e du Bol d’or des amateurs |